# Catenulina hedysaroides
Catenulina hedysaroides là một loài thực vật có hoa trong họ Cải. Loài này được (Botsch.) Soják mô tả khoa học đầu tiên năm 1979 publ. 1980.